# Tóth István (birkózó, 1951)
Tóth István (Szolnok, 1951. október 3. –) olimpiai ezüstérmes, kétszeres világbajnok magyar birkózó, edző.

## Pályafutása
Az 1979-es san diegói világbajnokságon világbajnoki címet szerzett, melyet 1981-ben Oslóban megismételt. Az 1980-as moszkvai olimpián ezüstérmet szerzett. Visszavonulása, 1984 óta a BVSC birkózó szakosztályának igazgatója. 2016-ban a Magyar Birkózó Szövetség Életmű-díjjal tüntette ki.